# بارد (فریسلاند)
بارد (به هلندی: Baard) یک منطقهٔ مسکونی در هلند است که در لیتنسرادیل واقع شده‌است. بارد ۱۸۹ نفر جمعیت دارد.